# Монте (Асколи Пичено)
Монте (итал. Monte) насеље је у Италији у округу Асколи Пичено, региону Марке.
Према процени из 2011. у насељу је живело 31 становника. Насеље се налази на надморској висини од 491 м.